# Heide (vegetatie)

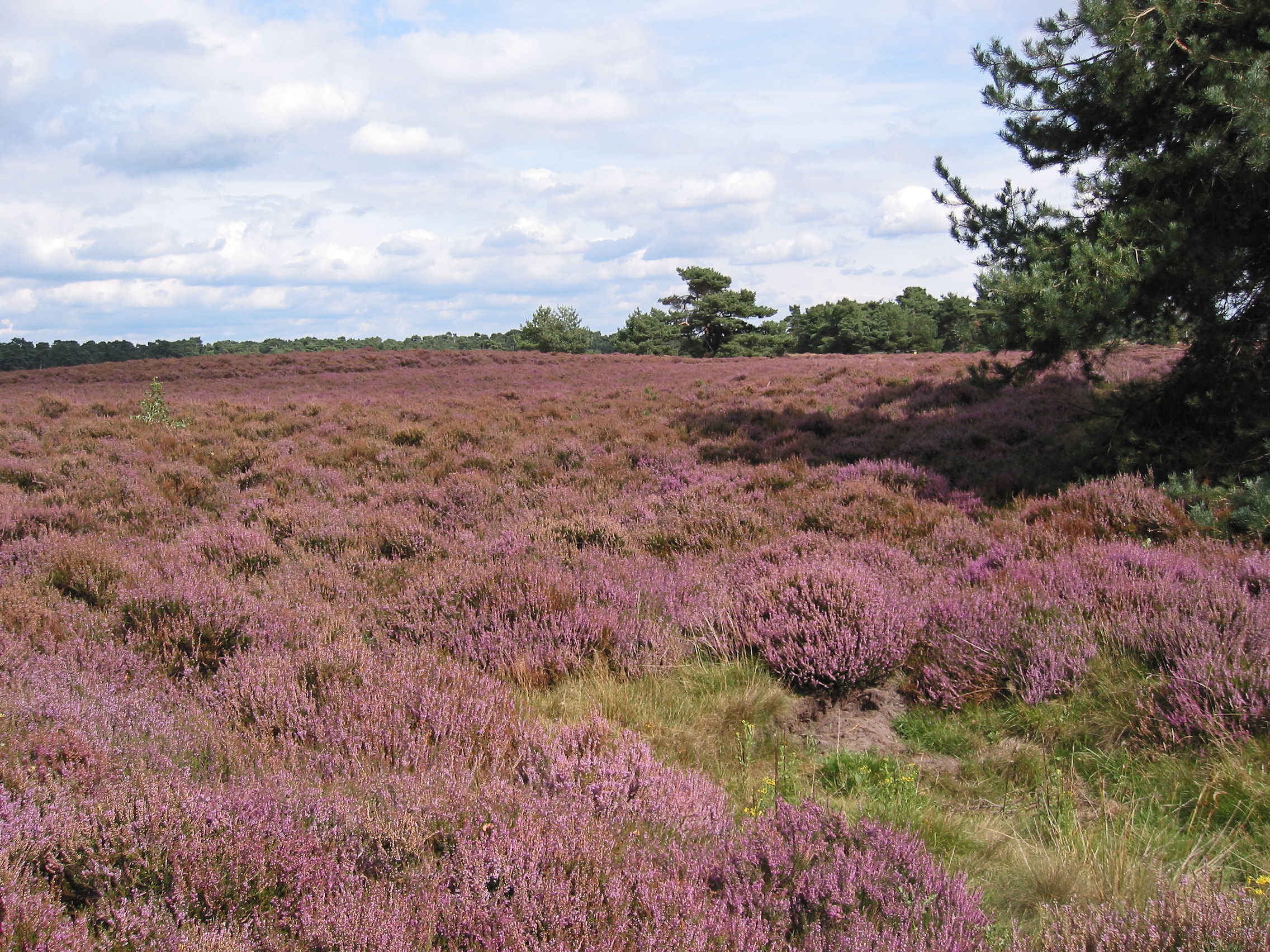
Heide in het Wekeromse Zand

Heide of hei is een benaming voor vegetatie die vooral bestaat uit dwergstruiken uit de heidefamilie.
Heide komt in een beperkt aantal landen voor. Behalve in Nederland en België ook in de kuststrook van West-Europa, Groot-Brittannië en Ierland. Het is een typische vegetatie die zich thuis voelt in streken waar een zeeklimaat heerst, met een hoge luchtvochtigheid en niet al te warme zomers en geen strenge winters.
De natuurlijke verspreiding van heidevegetaties bestaat uit ontkalkte delen van het duinlandschap (met name in Noord-Nederland), gebergtes boven de boomgrens en de randen van hoogvenen. De heide in het binnenland is een cultuurlandschap ontstaan door onttrekking van voedingsstoffen door begrazing en afplaggen van zandige gronden. Uit pollenanalytisch onderzoek blijkt dat ook in het binnenland altijd wel heidevegetaties voorkwamen, maar de grote boomloze heidevelden en de zandverstuivingen zijn ontstaan door de intensivering van de schapenteelt gedurende de Middeleeuwen.

## Verspreiding
In Nederland komen heidevelden voor op zandgronden (Friesland, Zuidoost-Groningen, Drenthe, Overijssel, Gelderland, oostelijk Utrecht, Het Gooi, Noord-Brabant en Limburg), de Waddeneilanden en in de kalkarme duingebieden ten noorden van Bergen.
In Vlaanderen komen heidevelden voor in de Kempen, (provincies Antwerpen en 
Limburg), en in beperkte mate in het West-Vlaamse Houtland en aangrenzende Meetjesland
In Wallonië komt heide voor in de Hoge Venen. Verschillende toponiemen (La Bruyère, La Heydt (bij Weerst), Heid des Pairs (Spa), sur les Heids (Barchon), la Grande Bruyère de Blaton wijzen op (deels verloren gegane) heidegebieden.

## Flora en vegetatie

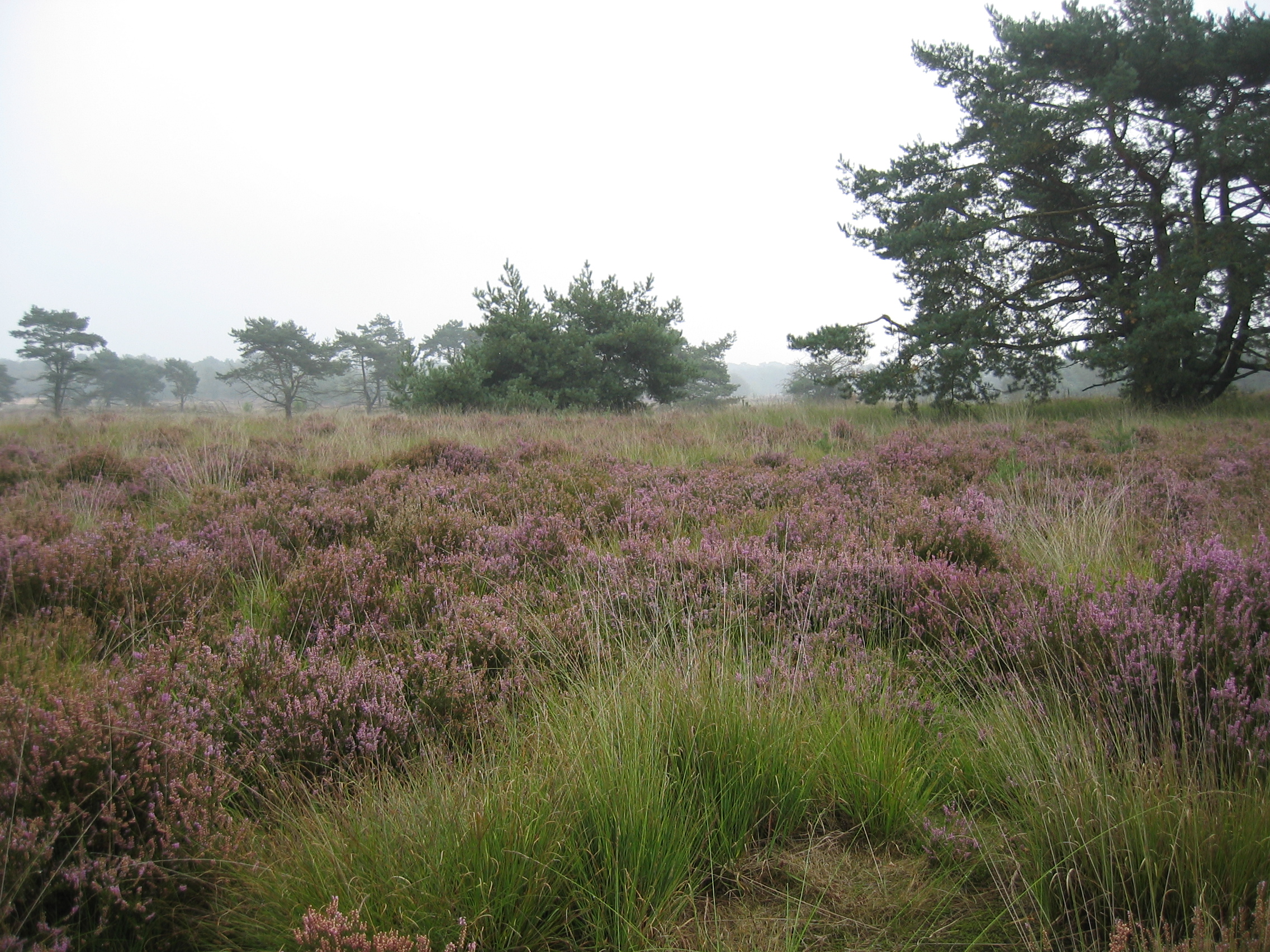
Kalmthoutse Heide in bloei

De droge heide is hoofdzakelijk begroeid met struikhei (Calluna vulgaris) en bochtige smele (Deschampsia flexuosa). Verder komen er korstmossen waaronder rendiermos- en bekertjesmossoorten voor. Karakteristieke struiken zijn brem (Cytisus scoparius) en jeneverbes (Juniperus communis). Vooral op de Waddeneilanden, en verder in het noorden van het land en op de Veluwe komt ook kraaihei, (Empetrum nigrum) voor. De vegetaties met droge heiden worden gerekend tot de klasse van droge heiden.
De natte heide wordt gedomineerd door dophei (Erica tetralix) en pijpenstrootje (Molinia caerulea). Andere soorten van vochtige heide zijn ronde zonnedauw (Drosera rotundifolia), wilde gagel (Myrica gale), klokjesgentiaan (Gentiana pneumonanthe) en beenbreek (Narthecium ossifragum). De vegetaties met natte heiden worden gerekend tot de klasse van hoogveenbulten en natte heiden, met name tot de dophei-orde.
De heiden van vennen en hoogvenen hebben een bijzondere flora en vegetaties.

## Fauna

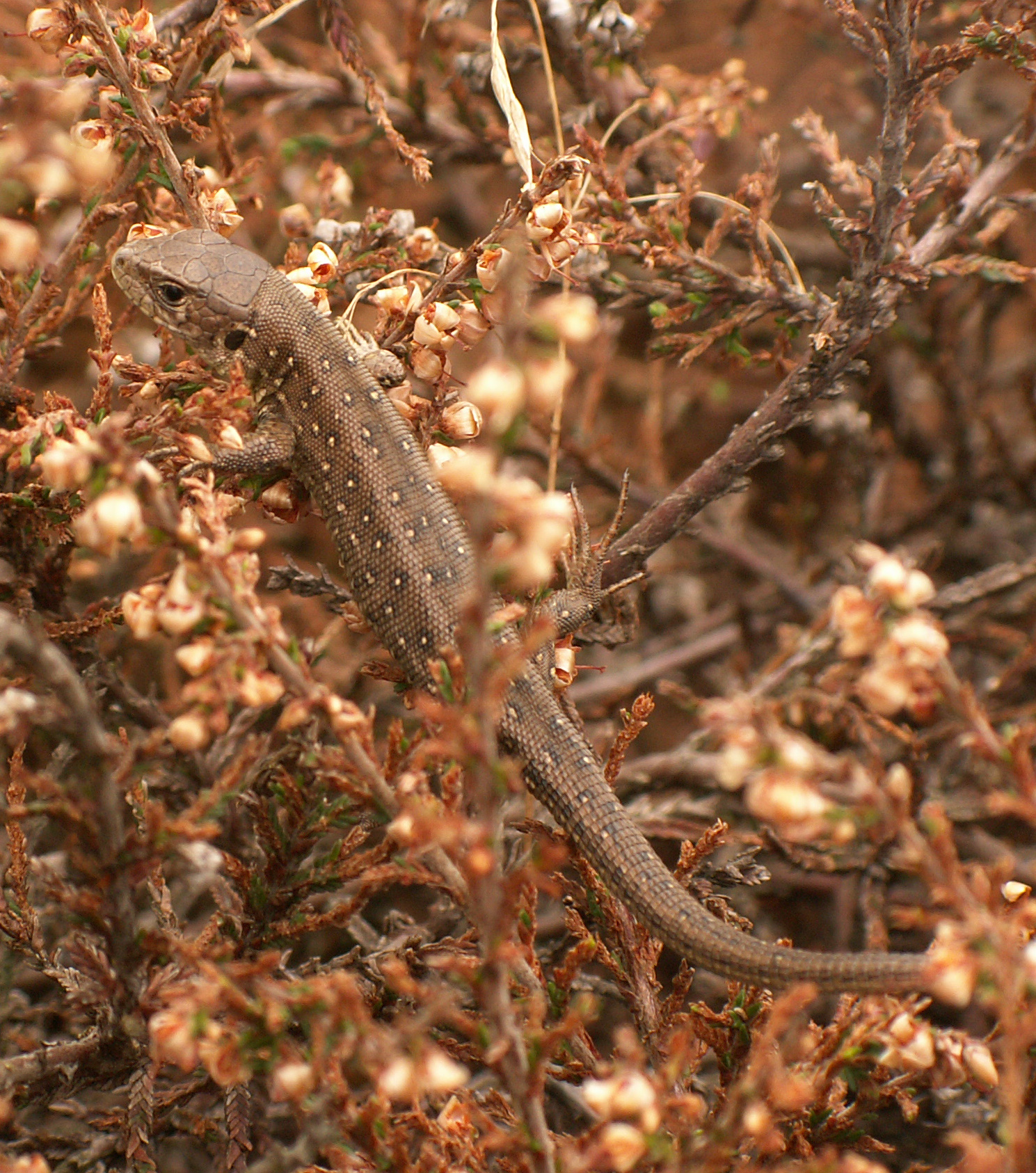
Jonge zandhagedis, herkenbaar aan de oogvlekjes

Voor de fauna is de vegetatiestructuur van de heide belangrijk. Het karakter van de heide moet open blijven, maar plekken met open zand, pijpenstrootje en wat verspreide bomen en struiken bieden de dieren een grotere keuze aan micromilieus om te zonnen of te schuilen, dan grote uniforme stukken heide. Als er dode bomen op de heide blijven liggen schept dat ook geschikte milieus voor allerlei bijzondere dieren. Het zonnige en warme microklimaat van de heide is essentieel voor de aanwezige reptielen en insecten.
Heide is vooral belangrijk voor reptielen zoals de zandhagedis, de levendbarende hagedis, de hazelworm, de gladde slang, de ringslang en de adder. Adder en levendbarende hagedis hebben een voorkeur voor vochtige heide. De zandhagedis en de gladde slang komen bijna uitsluitend op heideterreinen voor. Afhankelijk van de droogte van de heide komen er ook veel amfibieën voor, zoals heikikker, bruine kikker en rugstreeppad.
Op de heide komen veel kenmerkende insectensoorten voor, zoals de hoornaarroofvlieg, de bijenkever, sluipwespen, de mierenleeuw, zandbijen, mestkevers en allerlei specifieke sprinkhanen en vlinders.
De zoogdierfauna is vertegenwoordigd in de vorm van haas, konijn, vos en verschillende soorten muizen. Ook ree en andere hertachtigen komen vaak uit naburige bosgebieden om er te grazen.
Wat vogels betreft kwamen voor het bijna uitgestorven korhoen, roodborsttapuit, boompieper, veldleeuwerik en de weer toenemende nachtzwaluw. De klapekster is een klauwiersoort die ook flink in aantal achteruitgegaan is door afname van het heideareaal en de achteruitgang van de rest van het agrarische open landschap.

## Geschiedenis

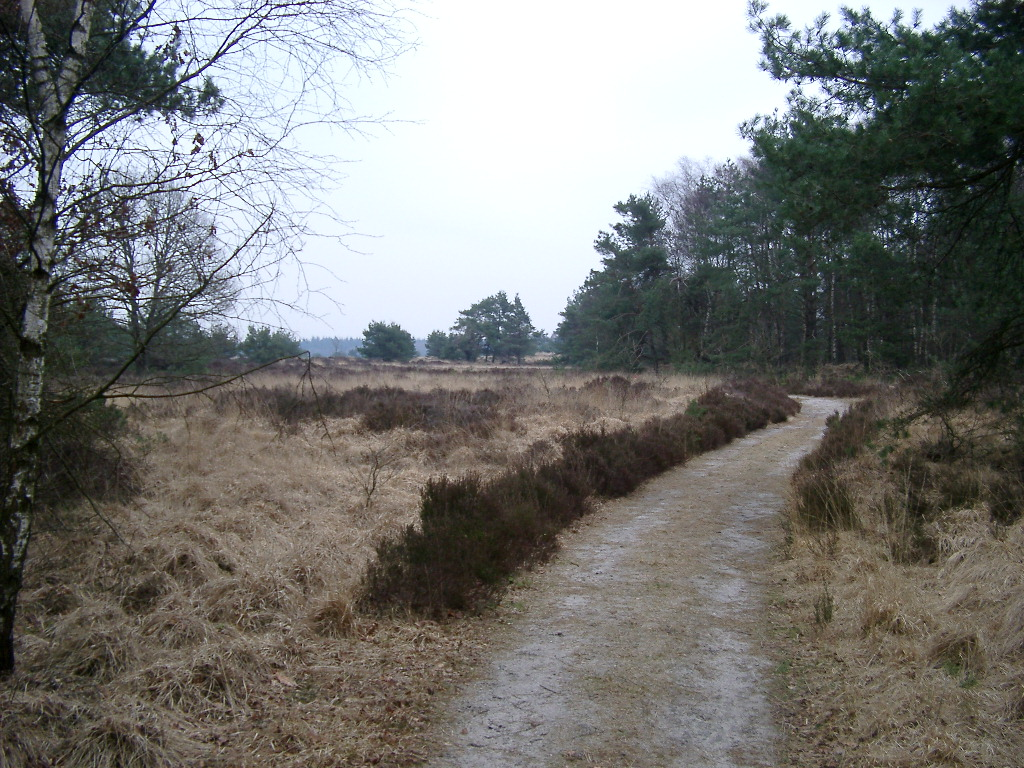
Heide bij Elspeet

De heiden ontstonden aan het eind van de middeleeuwen. De toenemende bevolking zorgde voor kappen van bossen en overbeweiding door schapen en runderen veranderde hele landstreken rond dorpen en steden in (aanvankelijk boomrijke en grazige) heidevelden.
De woeste gronden tussen de nederzettingen deden dienst als gemeenschapsgoed ("meente") waar de bewoners hun schapen overdag lieten grazen, heidemaaisel kwamen halen voor veevoeder en heideplaggen kwamen steken als strooisel voor in de potstallen waar de schapen en koeien 's nachts verbleven. De stalmest uit de potstal werd ieder jaar naar de essen (akkers) gebracht als bemesting. Door die gebruiken werden de voedingsstoffen van de heide verplaatst naar de akkers. De heidegronden waren al schraal en werden door dit landbouwgebruik nog schraler.
De nog aanwezige bomen werden gebruikt voor brandhout en verdwenen. En de exploitatie van de heide zorgde ervoor dat er zich niet opnieuw een bos kon ontwikkelen.
De schrale heidebegroeiing maakte de zandige bodem ook nog eens vatbaarder voor uitspoeling van de vruchtbare elementen door de regen.
Bij overexploitatie verdween zelfs de heide en ontstonden naakte zandgronden waarvan het zand door de wind werd bijeen gewaaid tot stuifduinen. Om de vorming van zandverstuivingen te voorkomen werd geregeld een deel van de gemeentegrond afgesloten en werd het verboden om zavel en zoden te steken, heide te maaien en dieren te weiden op plaatsen waar de vegetatie grotendeels verdwenen was. Om de zandverstuiving naar de akkers te voorkomen werden boomrijen en houtwallen gemaakt tussen de heide en de akkers die het zand moesten tegenhouden en die daar duinen hebben gevormd.
Deze vorm van landbouw met de karakteristieke esdorpen en herdgangen bleef tot het einde van de 19e eeuw / begin 20e eeuw bestaan. In 1833 was zo'n 20 procent van het landoppervlakte van Nederland bedekt met heide.
De uitvinding van de kunstmest verminderde de behoefte aan schapenmest en maakte het mogelijk de heiden tot landbouwgrond te ontginnen. Daarnaast werden veel heiden in bos omgezet.
In België kwam er in 1847 een wet die gemeenten verplichtte om woeste gronden te ontginnen of te verkopen. Op een aantal plaatsen kochten kapitaalgroepen honderden hectaren heidegebied om om te zetten in landbouwgrond. Veel onbewerkt gebleven heidegronden werden vanaf het einde van de 19e eeuw bebost met naaldhout voor mijnhout voor de mijnen.
In Nederland werd Staatsbosbeheer speciaal opgericht voor de omzetting van heide in bos. Ongeveer tegelijkertijd ontstond de belangstelling voor de heide bij natuurbeschermers. Als gevolg hiervan zag Staatsbosbeheer af van de bebossing van waardevolle heiden en kocht Natuurmonumenten grote heiden, waaronder de Kampina en de Brunssummerheide. Aan het eind van de 20e eeuw bestond nog minder dan één procent van Nederland uit hei. Behalve de militaire oefenterreinen zijn vrijwel alle overgebleven heiden thans eigendom van Staatsbosbeheer, de Vereniging Natuurmonumenten en de Provinciale Landschappen.

## Huidige toestand

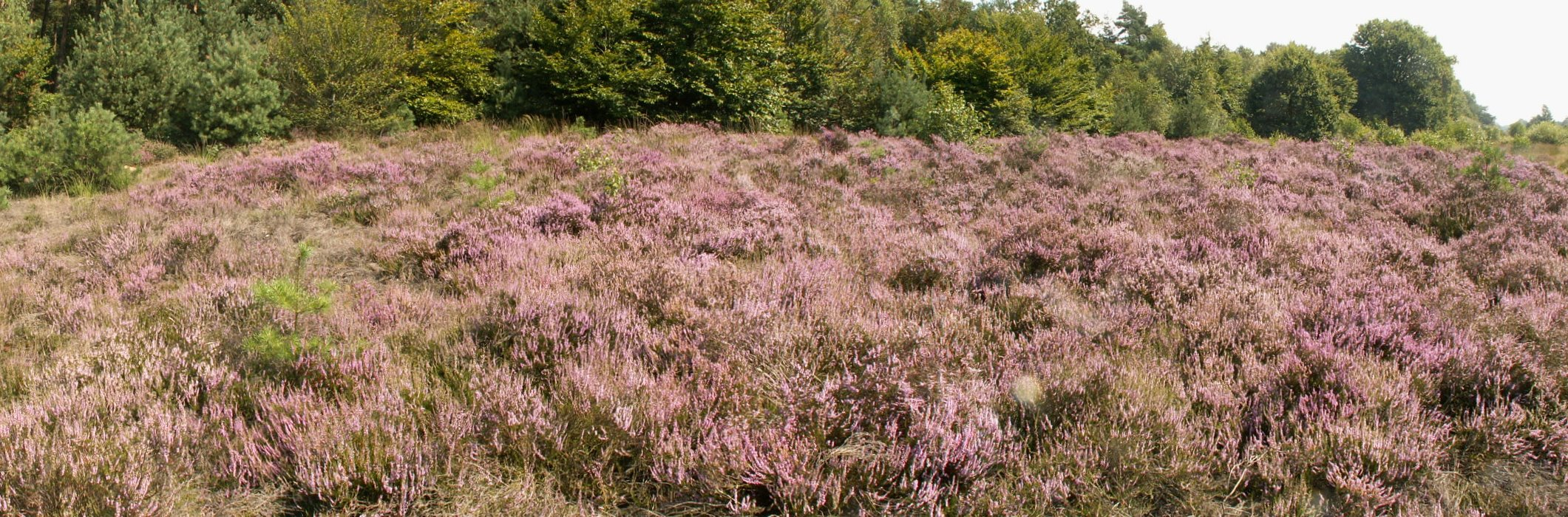
Bloeiende heide bij Ede

### Bedreigingen
Door de opkomst van de industrie, intensieve veehouderij en het verkeer vanaf de jaren 1950 is de uitstoot van eerst zwaveldioxide en later stikstofoxiden toegenomen. Vanaf begin jaren 1970 kwam hier vanuit de veeteelt nog een toename van de uitstoot van ammoniak bij. Op ecosysteem-niveau leidde dit tot een toename van voedingstoffen en verzuring. Dit heeft een negatief effect gehad op het klassieke heidebeeld zoals het van "vroeger" bekend is. De heide is door verdroging en vermesting sterk aan het vergrassen. Tevens zijn veel van de kruidensoorten, korstmossen en mossen aan het verdwijnen.
Deze afname van de floristische diversiteit heeft ook zijn uitwerking op de fauna. Op de heide worden bijvoorbeeld veel minder vlindersoorten aangetroffen dan voorheen.

### Beheer
Het beheer van de resterende heide is vooral van de mens afhankelijk. Hiervoor is het schaap een goede hulp om de heide te onderhouden. Een effectieve methode om de heide kort te houden is door deze periodiek te plaggen. Maar deze manier is kostbaar en wordt daarom vaak achterwege gelaten, met als gevolg dat veel van de heide "vergrast" met planten zoals de bochtige smele (Deschampsia flexuosa) en het pijpenstrootje Molinia caerulea.
Een andere methode is het afbranden van de heide. Het branden wordt vooral toegepast als beheersmaatregel op terreinen van Defensie waar plaggen risico's oplevert vanwege mogelijke munitieresten. Voor veel fauna is dit natuurlijk schadelijk, maar een sprinkhaan als de kleine wrattenbijter komt alleen voor op heideterreinen die op deze manier worden beheerd.
Grootschalig plaggen kan nadelig zijn voor de fauna, wanneer de structuur van het terrein te zeer wordt aangetast. Het dient dan ook met mate en kleinschalig te gebeuren. Zolang de heide niet te ernstig vergrast is het ook goed mogelijk van tijd tot tijd wat opslag van bomen te verwijderen. Ook te intensieve begrazing van de heide kan schadelijk zijn voor de kenmerkende fauna. Deze dieren geven de voorkeur aan een structuurrijke omgeving waarin naast wat oudere heide ook pijpenstrootje, wat struiken en open plekjes aanwezig zijn.

## Heide als halfnatuurlijk landschap
Heide op de zandgronden in het binnenland is een oud en door de eeuwen gevormd halfnatuurlijk landschap. Het is als landschapstype door de mens beïnvloed; de door mensen geleide begrazing was namelijk een stuk intensiever dan de van nature voorkomende begrazing. Onder invloed van de van nature voorkomende begrazing zouden een aantal heidegebieden geheel of gedeeltelijk overgaan in andere, complexere ecosystemen zoals een mengeling van grasland en bos. De heide is namelijk een vrij eenvoudig (lager) ecosysteem waar, mits de omstandigheden daar goed voor zijn, gras en bomen zullen gaan groeien. Op deze manier zijn ook veel heidegebieden in Nederland verdwenen. Tegenwoordig wordt met intensieve begrazing door bijvoorbeeld kuddes schapen, Schotse hooglanders en wilde paarden de heide relatief open gehouden, en krijgen grassen en bomen geen permanente vat op het gebied. Een andere menselijke ingreep om de heide in stand te houden is het afbranden van heidegebieden.
Natuurlijk is een relatief begrip; vele andere natuurtypen in Nederland zijn ook niet natuurlijk. Zo zijn veruit de meeste bossen in Nederland niet natuurlijk ontstaan maar door aanplant; deze bossen dienden als productiebos of als jachtgebied. Van oorsprong was Nederland begroeid met gemengd beuken en eikenbos op de hogere droge gronden en de natte gebieden waren moeras begroeid met wilgen en elzen. Grote grazers als wisenten en herten zorgden voor open plekken. Deze begroeiing zou bij geen beheer na enkele tientallen jaren (climaxbos) weer vanzelf de overhand krijgen. Ook laagveenmoerasgebieden en vennengebieden zijn vaak niet geheel natuurlijk ontstaan, of worden ten minste door menselijk ingrijpen in stand gehouden. Daarbij vergeleken vertoont de beheersvorm van vrij intensieve begrazing op de heide toch belangrijke overeenkomsten met de oorspronkelijke, natuurlijke begrazing door edelhert, eland, oeros en dergelijke. Het voornaamste verschil is de verschraling die ontstond door het voortdurend verwijderen van voedingsstoffen, doordat de schapenmest en afgeplagde heide werden verzameld om de akkers op de enk, eng of es te bemesten.

## Verschillende heidegebieden in Nederland

### Drente
- Balloërveld
- Drents-Friese Wold
- Havelterberg
- Nationaal Park Dwingelderveld

### Friesland
- Duurswouderheide
- Bakkeveense Duinen

### Gelderland
- Groevenbeekse heide
- Elspeetsche Heide
- Ermelosche Heide
- Ginkelse Heide
- Nationaal Park De Hoge Veluwe
- Nationaal Park Veluwezoom
- Hatertse en Overasseltse Vennen
- Renderklippen

### Limburg
- Brunssummerheide
- Verschillende natuurgebieden binnen Grenspark Kempen~Broek
- Mookerheide
- Nationaal Park De Groote Peel (deels in Noord-Brabant)

### Noord-Brabant
- Bergse Heide bij Bergen op Zoom
- Cartierheide bij de Kempen
- Landgoed Huis ter Heide bij De Moer
- Kampina tussen Oisterwijk en Boxtel
- Landschotse Heide bij Oost-, West- en Middelbeers
- Leenderbos, Groote Heide & De Plateaux ten zuiden van Valkenswaard
- Maashorst ten noorden van Uden
- Mastbos bij Breda
- Nationaal Park De Groote Peel (deels in Limburg)
- Nationaal Park De Loonse en Drunense Duinen
- Nationaal Park Kalmthoutse Heide (deels in Antwerpen)
- Oirschotse Heide
- Oude Buisse Heide bij Zundert
- Regte Heide bij Goirle
- Rucphense Heide
- Strabrechtse Heide bij Heeze
- Strijbeekse Heide en Galderse Heide ten zuiden van Breda

### Noord-Holland
- Blaricummerheide
- Bussummerheide
- Laapersheide
- Noorderheide
- Tafelbergheide
- Vliegheide
- Westerheide
- Zuiderheide

### Overijssel
- Nationaal Park Sallandse Heuvelrug

### Utrecht
- Leusderheide
- De Stulp

### Zuid-Holland
- Wapendal

## Enkele heidegebieden in Vlaanderen
- Maldegemveld (Oost-Vlaanderen)
- Heidebos in Moerbeke-Waas (Oost-Vlaanderen)
- Kalmthoutse Heide (Antwerpen)
- Militair Groot Schietveld (Antwerpen)
- Kesselse Heide te Nijlen (Antwerpen)
- Kruisheide te Keerbergen (Vlaams-Brabant)
- Nationaal Park Hoge Kempen: Mechelse Heide en Vallei van de Ziepbeek, Neerharerheide (Limburg)
- De Teut en Tenhaagdoornheide (Limburg)
- Militair schietveld Donderslagse Heide (Limburg)
- Militaire domeinen van Kamp van Beverlo met onder andere de Lange Heuvelheide (Limburg)
- Blekerheide (Limburg)
- Plateaux-Hageven (Limburg)

- Heuvelse heide te Lommel (Limburg)